# Wacław Gańcza
Wacław Hipolit Antoni Gańcza (ur. 1 stycznia 1882 w Poznaniu, zm. 29 kwietnia 1938 w Bydgoszczy) – polski kupiec, literat, publicysta i działacz ruchu muzycznego związany z Grudziądzem. W okresie międzywojennym działacz Bezpartyjnego Bloku Współpracy z Rządem, prezes zarządu okręgu pomorskiego Związku Bractw Strzeleckich RP.

## Działalność społeczna, zawodowa i artystyczna
Od najmłodszych lat prowadził aktywność artystyczną - początkowo próbował swoich sił jako aktor teatralny. Był autorem kilku sztuk teatralnych, współzałożycielem (8 sierpnia 1921) Towarzystwa Akcyjnego „Teatr Pomorski" w Grudziądzu, prezesem Komitetu Odbudowy Teatru w Grudziądzu, a także założycielem (11 czerwca 1924) i prezesem grudziądzkiego Towarzystwa Muzycznego im. Stanisława Moniuszki. Zajmował się również adaptacją powieści do sztuk i widowisk plenerowych (m.in. Chata za wsią Józefa Ignacego Kraszewskiego i Quo vadis Henryka Sienkiewicza). W marcu 1928 wszedł w skład komitetu organizacyjnego Towarzystwa Przyjaciół Nauk i Sztuk Pięknych w Grudziądzu.
Był kupcem drogeryjnym - początkowo prowadził drogerię w Biskupcu (Bischofswerder), następnie w Grudziądzu. Następnie zajmował się też szeregiem innych aktywności zawodowych. Posiadał m.in. skład towarów żelaznych, sprzętów kuchennych, broni i amunicji w Łasku. Członek grudziądzkiego Koła Drobnego Kupiectwa i Towarzystwa Kupców Samodzielnych. Od 1926 był w składzie Rady Nadzorczej Spółdzielni Budowlanej „Bazar" w Grudziądzu, od 1931 zastępca prezesa, następnie od 1932 do 22 lipca 1935 - prezes tego organu.
Był redaktorem „Dnia Bydgoskiego", a później „Dnia Pomorskiego" zajmującym się tematyką grudziądzką.
Aktywny uczestnik ruchu kurkowego. Sprawował m.in. funkcję prezesa grudziądzkiego (od 1922 był wiceprezesem), bydgoskiego, a następnie (od 1924) pomorskiego Bractwa Strzeleckiego. Był także sekretarzem Rady Dzielnicy Pomorskiej Związku Towarzystw Gimnastycznych „Sokół" (od 26 lutego 1921).
Działał również w grudziądzkim Chrześcijańskim Uniwersytecie Robotniczym. Od 1932 piastował funkcję skarbnika tej organizacji.

## Aktywność polityczna
W latach 30. XX wieku zaangażowany w działalność polityczną - był piłsudczykiem. Był członkiem BBWR - sprawował m.in. funkcję kierownika sekretariatu Bloku w Grudziądzu.
Był zwolennikiem posiadania przez Polskę kolonii i propagowania zwiększania morskiej aktywności państwa. Takie było przesłanie powieści dla młodzieży jego autorstwa pt. „Baczność! Polska idzie!: powieść morska" z 1932. Przed jej wydaniem, jej treść była publikowana w miesięczniku „Od naszego morza". Jak pisano w jednej z recenzji tej pozycji: „Tendencja powieści jest przejrzysta; autor dąży do wpojenia czytelnikom miłości ku morzu polskiemu, a całość tchnie wielkim patrjotyzmem i miłością Boga i Ojczyzny. Powieść ta młodym czytelnikom napewno przyniesie wiele korzyści i wznieci w nich zainteresowanie do naszego polskiego morza".

## Życie prywatne
Wacław Gańcza urodził się w Poznaniu, w rodzinie Izydora (1852-?) i Józefy Gałdyńskiej (1857-1941). Początkowo mieszkał w Biskupcu (Bischofswerder), potem związany był z Grudziądzem - zamieszkiwał w tym mieście pod adresami ul. Chopina 10 (posiadał również przy tej ulicy dom pod numerem 12, który wynajmował lokatorom) i ul. Św. Wojciecha 10.
Żoną Wacława Gańczy była Zofia Szpingier (ur. ok. 1881). Miał on z nią dwójkę synów:
- Edmunda Stefana (ur. 4 października 1908 w Biskupcu - zm. 28 stycznia 1966 w Koszalinie) – farmaceutę, dyrektora Wojewódzkiego Zarządu Aptek w Koszalinie,
- Tadeusza Bogdana (ur. 22 kwietnia 1910 w Biskupcu - zm. 1 lutego 1944 w Cieszynie) - również farmaceutę w Poznaniu i Cieszynie.

Pochowany w Bydgoszczy, na cmentarzu Parafii Najświętszego Serca Pana Jezusa.